# Amaranthus tamariscinus
Amaranthus tamariscinus là loài thực vật có hoa thuộc họ Dền. Loài này được Nutt. mô tả khoa học đầu tiên năm 1835.